# 安田幸吉
安田 幸吉（やすだ こうきち、1905年3月1日 - 2003年10月6日）は、東京都荏原郡駒沢村（現・世田谷区）出身の元プロゴルファー。

## 来歴
農家の四男。当時の駒沢村は呑川という小川の周りに僅かな水田と畑があるだけで、高低差のない雑木林や竹林が広がっていた。1913年に生家から200mの場所に東京ゴルフ倶楽部駒沢コースが出来た。現在の駒沢オリンピック公園の場所にあたり、2頭立ての黒い馬車で、皇族、華族、財界トップ、外国人らがやってきた。小学4年生の安田はキャディ見習になっていたが、小遣い稼ぎより行儀見習のつもりで、仲間に浅見緑蔵がいた。1917年には小学校卒業と同時にキャディマスターとなり、給料は当時としては破格の20円であった。この頃、ゴルフルールの日本語訳に尽力した大谷光明の専属キャディとなる。
1920年には来日したアメリカ人プロのトム・ニコルからゴルフクラブの造り方を教わり、後の安田ゴルフ製作所を立ち上げる技術を身に付けた。昭和天皇に献上のパターを造ったのもこの頃であった。17歳から客との同伴プレーを許され、レッスンなどプロとしての活動をスタートし、関東ではプロの先駆けとなる。20歳になった1925年には赤星六郎がアメリカから帰国し、本物のゴルフに触れた赤星から小柄ならインターロッキング・グリップが良いと教えられ、生涯変えることがなかった。1926年の第1回日本プロでは、優勝が宮本留吉、安田は4位であった。クラブの製造や修理にも長けていて、1927年には昭和天皇へ献上するクラブ製作の任を受けている。同年の第1回日本オープンでは、優勝はアマチュアの赤星、安田は5位であった。
日本オープン3年連続2位（1928年-1930年）、日本プロ2位（1929年）、関東プロ2位3回（1931年, 1935年, 1937年）が最高と勝利には恵まれなかったが安定した成績を残し、1929年には宮本留吉と共に日本人プロ初の海外遠征メンバーに選ばれてハワイアンオープンに参戦、17位に入っている。同年にはウォルター・ヘーゲンらが来日、各地でエキシビションを行っているが、程ヶ谷カントリー倶楽部で安田は71、宮本が73、ヘーゲンは75で勝っている。その後も2度のアメリカ本土遠征メンバーにも入り、1935年には全米オープンにも出場。東京GCが移転先の朝霞コースが軍に接収されたのを機に、安田は退職。中国・漢口のゴルフ場に渡るが1年で帰国、大阪で鉄工所を経営するも爆撃で焼失、終戦は栃木県小山の農場で迎えた。
戦後は溜池の練習場「バーディ・クラブ」でレッスンの他、クラブ製作でも人気を集めた。皇居で現在の常陸宮様に教えたこともあり、1957年頃からはテレビレッスンにも出演、当時は第一号であった。同年に組織された日本プロゴルフ協会初代理事長（現在の会長職）に就任し、プロゴルフの発展や後進の指導に寄与。
コース設計家としても手腕を振るい、浮間ゴルフリンクス（埼玉）を皮切りに、日本オープン開催の小樽カントリー倶楽部、水海道ゴルフクラブ、千葉CC梅郷ゴルフ場、カメリアヒルズカントリークラブなど50を超えるコースの設計や監修、改造に携わっている。安田は「コース造りは庭造り、下手な人でも楽しめるように」が信条で、柔らかい表情に見えて、プロには難しい設計という定評があった。
1991年にはプロゴルフ界初となる叙勲（勲三等瑞宝章）の栄誉を授かった 。さらに同年、文部省から「スポーツ功労賞」を受賞するなど、プロゴルフ界の先駆者・最長老として広く認められた。
2003年10月6日、肺炎のため目黒区の病院で逝去。享年98歳。
2013年、福井覚治、島村祐正、二瓶綾子、青木功、樋口久子、井戸木鴻樹と共に第2回日本プロゴルフ殿堂入りを果たす。